# Haray Viktor
Haray Viktor (Kolozsvár, 1818. március 1. – Kolozsvár, 1882. július 23.) magyar színész és színműíró.

## Életútja
Haray József és Steinbach Jozefa fiaként született. 1836-ban Kolozsvárott lépett színpadra, kezdetben Horváth név alatt szerepelt, de később már a Haray nevet használta. 1836–37-ben Kassán működött, 1837–38-ban a Pesti Magyar Színháznál volt kardalos. 1840-től 1844-ig Kolozsvárott, 1844–45-ben pedig Debrecenben, valamint a Nemzeti Színházban lépett fel, mint vendég. Első szerelmes szerepeket játszott és az 1840-es években kedvelt volt a vidéki színpadokon. 1841. november 17-én Kolozsvárott feleségül vette Török Juliannát. Az 1848–49-es szabadságharcban részt vett; az erdélyi hadjáratban többször kitüntette magát és Bem József tábornok nem egyszer jelentékeny megbízásokkal látta el. Hosszabb ideig Teleki Sándor grófnak is hadsegéde volt. A szabadságharc után sokáig bujdosott, egy ideig Csernovics Péternél Arad megyében, utóbb Erdélyben. Azután a kolozsvári színháznál kapott kezelői állást; majd gróf Bethlen Gábornál, később pedig gróf Esterházy Kálmán kolozsmegyei főispánnál jószágigazgató volt Bajomban, ahol súlyos betegségbe esett. Kolozsvárra vitette magát és ottan 1882. július 23-án meghalt himlőben 61. évében.
Írt a Hölgyfutárba (1858. Drezdai látványok, 1860. Bukaresti s előpataki levelek, 1861-63. Kolozsvári posta c. több levél és egy költemény), a Részvét Albumba (1872. Egy fegyverengedély története).

## Fontosabb szerepei
- Frohberg (Cuno: Benjámin Lengyelországból);
- Don Caesar de Bazan (Dumanoir–D’Ennery);
- Lorenzino (Id. Alexandre Dumas);
- Bury (Hell: A 16 évű királyné);
- Pókai Péter (Szigligeti Ede: A Pókaiak);
- Hidasi Géza (Haray Viktor: Szökött színész és katona).

## Munkái
- Szökött szinész és katona, eredeti népszínmű dalokkal 3 szakaszban, zenéje Egressy Benjámintól. Pest, 1846. (Nemzeti Szinházi Zsebkönyv; először adatott a pesti nemzeti szinházban 1845. aug. 11. és 24-én).
- Töredék egy menekült naplójából. Kolozsvár, 1861.
- A nagyságos urak, ered. vígj. 1 felv. Pest. 1873.
- Az első szerelem. Elbeszélés. Pest, 1881.

Írt még egy rémdrámát: A váradi bankócsináló hat képben (melyet Nagyváradon 1845-46-ban előadtak; azután színpadra került Debreczenben és Kolozsvárt, címét is aszerint debreceni és kolozsvári bankócsinálóra változtatta) és egy Apafi Mihály c. színművet.